# علی‌میرزا استواری
 علی‌میرزا استواری  (زاده ۲۶ دی ۱۳۵۴) بازیکن سابق فوتبال ایران است. او سابقه بازی در تیم‌های برق شیراز، آدمیرا واکر، استقلال تهران، پاس تهران، پیکان تهران را دارد. 
وی سابقه ۳ بازی ملی و ۱ گل ملی نیز در کارنامه دارد.